# Serghei Belous
Serghei Belous (n. 21 noiembrie 1971, Tiraspol, RSS Moldovenească, URSS) este un fost fotbalist din Republica Moldova, care evolua pe postul de mijlocaș.

## Goluri internaționale
| Goluri internaționale marcate de Serghei Belous | Goluri internaționale marcate de Serghei Belous | Goluri internaționale marcate de Serghei Belous | Goluri internaționale marcate de Serghei Belous | Goluri internaționale marcate de Serghei Belous | Goluri internaționale marcate de Serghei Belous | Goluri internaționale marcate de Serghei Belous      |
| #                                               | Data                                            | Locația                                         | Adversar                                        | Scor                                            | Rezultat                                        | Competiție                                           |
| ----------------------------------------------- | ----------------------------------------------- | ----------------------------------------------- | ----------------------------------------------- | ----------------------------------------------- | ----------------------------------------------- | ---------------------------------------------------- |
| 1                                               | 12/10/1994                                      | Chișinău, Republica Moldova                     | Țara Galilor                                    | 1-1                                             | 3–2                                             | Preliminariile Campionatului European de Fotbal 1996 |

## Palmares
Tiligul-Tiras Tiraspol
- Cupa Moldovei (3): 1993, 1994, 1995

Sheriff Tiraspol
- Divizia Națională (1): 2003–04